# Pendanthura
Pendanthura es un género de isópodos de la familia Anthuridae.

## Especies
- Pendanthura anophthalma Negoescu, 1994
- Pendanthura bangkaensis Annisaqois & Wägele, 2021
- Pendanthura hendleri Kensley, 1984
- Pendanthura picardi Kensley & Schotte, 2000
- Pendanthura rarotonga Kensley, 1979
- Pendanthura seminigra Kensley & Schotte, 2000
- Pendanthura siamensis Kensley & Schotte, 2000
- Pendanthura tanaiformis Menzies & Glynn, 1968
- Pendanthura tinggiensis Chew, bin Abdul Rahim & Mohd Yusof, 2016
- Pendanthura tiomanensis Chew, bin Abdul Rahim & Mohd Yusof, 2016
- Pendanthura waegelei Müller, 1992